# واهان ترپانچیان
واهان ترپانچیان (به ارمنی: վահան տէր Յազըճեան)؛ ۱۹۱۲ – ۱۹۹۸)، فیلم‌بردار، متخصص امور لابراتوار و تهیه‌کننده ارمنستانی-ایرانی بود. وی بین سال‌های ۱۹۵۱ تا ۱۹۵۵ میلادی (۱۳۳۰–۱۳۳۴) فعالیت می‌کرد.

## زندگی‌نامه
وی در ۱۹۱۲ میلادی (۱۲۹۱ خورشیدی) در ارزروم، ارمنستان غربی زاده شد. پس از قتل پدرش در نسل‌کشی ارمنی‌ها در سه سالگی همراه مادرش به سوریه گریخت و سپس به ایران آمد و مقیم تهران شد.
پس از این که سال‌ها در زمینه عکاسی فعالیت کرد و تجربیات فراوانی اندوخت. در ۱۹۳۸ (۱۳۱۷) آتلیه عکاسی «فتو واهه» را در خیابان نادری تأسیس کرد واهان «نخستین لابراتوار ظهور و چاپ عکس رنگی در ایران» را دایر کرد و اولین کسی است که نگاتیو رنگی را در ایران به چاپ رساند
در ۱۹۵۱ (۱۳۳۰) همراه با سیمیک کنستانتین، ابوالقاسم رضایی و جانی باغداساریان «استودیو البرز» را بنیان‌گذاری کرد. ترپانچیان در نخستین محصول استودیو البرز که با نام دستکش سفید توسط پرویز خطیبی در ۱۹۵۱ (۱۳۳۰) ساخته شد. علاوه بر تهیه کنندگی، فیلم‌بردار نیز بود این فیلم که به صورت ریورسال فیلم‌برداری شد نخستین فیلم ناطق ۱۶ میلی‌متری سینمای ایران محسوب می‌شود. در فیلم‌های زنده باد خاله و عمر دوباره از دیگر محصولات استودیو البرز نیز فیلم‌بردار بود و در فیلم‌های دیگر این استودیو به نام‌های لغزش و گناهکار به عنوان تهیه‌کننده همکاری داشت.
ترپانچیان فیلم‌برداری حاکم یک روزه، نیمه راه زندگی، پنجمین ازدواج را برای سایر استودیوها انجام داد علاوه بر اینها در عنوان‌بندی بسیاری از فیلم‌ها نیز نام فتو واهه (استودیوی عکاسی متعلق به واهان آمده است) در ۱۹۷۳ (۱۳۵۲) به ایالات متحده آمریکا مهاجرت کرد و در همان‌جا در ۱۹۹۸ (۱۳۷۷) در سن ۸۶ سالگی درگذشت.

## تهیه‌کننده
- گناهکار (۱۳۳۲)
- لغزش (۱۳۳۲)
- زنده باد خاله (۱۳۳۱)
- عمر دوباره (۱۳۳۱)
- دستکش سفید (۱۳۳۰)

## فیلم‌بردار
- پنجمین ازدواج (۱۳۳۴)
- حاکم یک روزه (۱۳۳۱)
- زنده باد خاله (۱۳۳۱)
- عمر دوباره (۱۳۳۱)
- دستکش سفید (۱۳۳۰)